# España en los Juegos Olímpicos de Grenoble 1968
España estuvo representada en los Juegos Olímpicos de Grenoble 1968 por una delegación de 18 deportistas (todos hombres) que participaron en tres deportes: esquí alpino, bobsleigh y luge. El portador de la bandera en la ceremonia de apertura fue el esquiador Aurelio García Oliver.
Responsable del equipo olímpico fue el Comité Olímpico Español (COE). El equipo nacional no obtuvo ninguna medalla.